# آندره فرنو
آندره ژان-کلود فرنو (به فرانسوی: André Jean-Claude Frénaud) (زاده ۵ ژوئیه ۱۹۰۷ - درگذشته ۲۲ ژوئن ۱۹۹۳) شاعر فرانسوی بود.
او در دانشگاه دیژون به تحصیل در رشتهٔ ادبیات، و در دانشگاه پاریس به تحصیل در فلسفه و هنر پرداخت. وی در سال ۱۹۳۰ در دانشگاه لوو لهستان مدرس زبان فرانسه بود.

## آثار منتخب
- Les Rois mages, Villeneuve-les-Avignon, Seghers, 1943
- Poèmes de dessous le plancher suivi de La Noce noire, Gallimard, 1949
- Il n'y a pas de paradis, Gallimard, 1962
- L'Étape dans la clairière, Gallimard, 1966
- Les Rois mages, Seghers, 1966
- La Sainte face, Gallimard, 1968
- Depuis toujours déjà, Gallimard, 1970
- Notre inhabileté fatale, Gallimard, 1972
- La Sorcière de Rome, Gallimard, 1973
- Haeres, Gallimard, 1982
- Nul ne s'égare, Gallimard, 1986
- Glose à la sorcière, Gallimard, 1995